# Die Ausreißerin (1946)
Die Ausreißerin (Originaltitel: The Runaround) ist eine US-amerikanische Filmkomödie aus dem Jahr 1946 von Charles Lamont mit Ella Raines und Rod Cameron in den Hauptrollen. Das Drehbuch basiert auf einer Originalstory von Arthur T. Horman und Walter Wise.

## Handlung
Detektiv Eddie Kildane informiert den Geschäftsführer der „Continental Detective Agency“ Louis Prentiss darüber, dass er und sein Kollege Wally Quayle eine eigene Detektivagentur eröffnen. In den nächsten Tagen wartet Eddie verzweifelt auf Kunden. Als er von Louis’ Sekretärin hört, dass der wohlhabende Kunde Norman Hampton auf Louis wartet, eilt Eddie zu Hampton, um Louis den Job abzuluchsen. Hampton bietet ihm 15.000 Dollar, um seine Tochter Penelope zurückzuholen, die weggelaufen ist, um einen Seemann namens Mike O’Reagan zu heiraten. Als Louis ankommt, ermutigt Hampton die beiden Detectives, um die Belohnung zu konkurrieren. 
Eddie erfährt zunächst, dass Penelope nach San Francisco geflogen ist. Unmittelbar nachdem er sich einen Sitzplatz im Flugzeug gebucht hat, kommt Louis am Flughafen an und bucht den Sitz neben ihm. Während eines Zwischenstopps hört Eddie, wie Louis dafür sorgt, dass falsche Polizisten ihn in San Francisco verhaften und aus der Stadt vertreiben sollen. Als das Flugzeug in San Francisco landet, informiert Eddie die falschen Polizisten darüber, dass Louis Eddie heißt, und beobachtet, wie Louis verhaftet wird, der jedoch bald entkommen kann. Eddie findet Penelope in einem Flughafencafé und überredet sie, mit ihm in Louis’ Auto zu fahren, indem er ihr erzählt, dass er ein Freund von Mike ist, der geschickt wurde, um sie vor Louis, dem Privatdetektiv ihres Vaters, zu retten. Sobald sie im Auto sitzt, entdeckt sie seine wahre Identität, aber er weist darauf hin, dass sie, als sie in einem gestohlenen Auto wegfuhr, mit ihm nach New York zurückfahren muss, sonst werde sie verhaftet.
In Chicago besteigen die beiden einen Zug, doch bei einem Halt in Omaha kann Louis Penelope aus dem Zug holen. Eddie schafft es, eine Flotte von Taxifahrern davon zu überzeugen, Louis zu verfolgen, indem er ihnen erzählt, dass Louis ein eifersüchtiger Bruder ist, der versucht, ihn von seiner Frau Penelope fernzuhalten. Die Taxifahrer jagen und umzingeln Louis, bis Eddie Penelope schnappen kann, doch als sie den Flughafen erreichen, entführt Louis Eddie und bringt ihn zu einer Hütte. Dort kann Eddie Louis und seine Handlangern von einer falschen Spur überzeugen. Die Handlanger schlagen Eddie bewusstlos, aber als er aufwacht, entdeckt er, dass Feenan, einer der Taxifahrer, ihn gerettet hat und dass Penelope seine Wunden pflegt. Nachdem sie ein altes Auto gekauft haben, reist das Paar nach New York und nimmt unterwegs ein gestrandetes Flitterwochenpaar, Hubert und Mamie Willis, mit. In einem Hotel in Pennsylvania hört Eddie, wie Willis Louis über ihren Aufenthaltsort informiert. Er schnappt sich sofort Penelope und fährt mit ihr im strömenden Regen davon. Es kommt zu einem Unfall, bei der sich das Auto überschlägt. Sie werden von einer Gruppe Umzugshelfern mitgenommen. Auf der Fahrt küssen sie sich. 
Am nächsten Morgen entführen Louis’ Männer Penelope in ihrem Hotel, doch Eddie schlägt Louis zusammen und rennt ihr nach. Als er sie einholt, kurz bevor sie das Hampton-Anwesen erreichen, erklärt er, dass sie nie zusammen sein können, da sie aus zwei verschiedenen Welten stammen. Im Haus enthüllt Hampton, dass Penelope in Wirklichkeit seine Sekretärin Annabelle ist. Ihre Aufgabe war es, seine Frau Mildred mit einer Verfolgungsjagd abzulenken, während er Penelope heimlich nach Kalifornien brachte, um sie mit Mike zu verheiraten. Ohne auf sein Honorar zu warten, folgt Eddie Annabelle in den Garten und küsst sie.

## Hintergrund
Gedreht wurde der Film vom 14. März bis Ende April 1946 in San Francisco sowie in den Universal-Studios in Universal City.
Nach drei Jahren Dienst in der US-Army kehrte Broderick Crawford mit diesem Film auf die Leinwand zurück.
Robert Clatworthy und Jack Otterson oblag die künstlerische Leitung. Russell A. Gausman und Edward R. Robinson waren für das Szenenbild zuständig, Travis Banton für die Kostüme, Jack P. Pierce für das Maskenbild. Verantwortlicher Toningenieur war Bernard B. Brown. William Tummel arbeitete als Regieassistent, Edward Colman führte die zweite Kamera. 

## Veröffentlichung
Die Premiere des Films fand am 6. Juni 1946 in New York statt. In der Bundesrepublik Deutschland wurde er am 24. April 1986 im deutschen Fernsehen ausgestrahlt.

## Kritiken
Bosley Crowther von der The New York Times befand, der Film sei eine sehr schwache, wirkungslose kleine Kombination aus Farce und ausgefallener Melodramatik. Alle Schauspieler geben sich große Mühe, der Nummer einen witzigen Geist zu verleihen, aber sie hätten sich diese Mühe auch sparen können.
Das Lexikon des internationalen Films schrieb: „In Anlehnung an Frank Capras Komödie "Es geschah in einer Nacht" (1934) entstandenes, teils munteres, teils mäßiges Lustspielvergnügen, das seine Schlußpointe pfiffig hinauszuzögern versteht.“